# Sando (kommun)
Sando är en kommun i Spanien.   Den ligger i provinsen Provincia de Salamanca och regionen Kastilien och Leon, i den centrala delen av landet, 210 km väster om huvudstaden Madrid. Antalet invånare är 145.